# Límites de los continentes

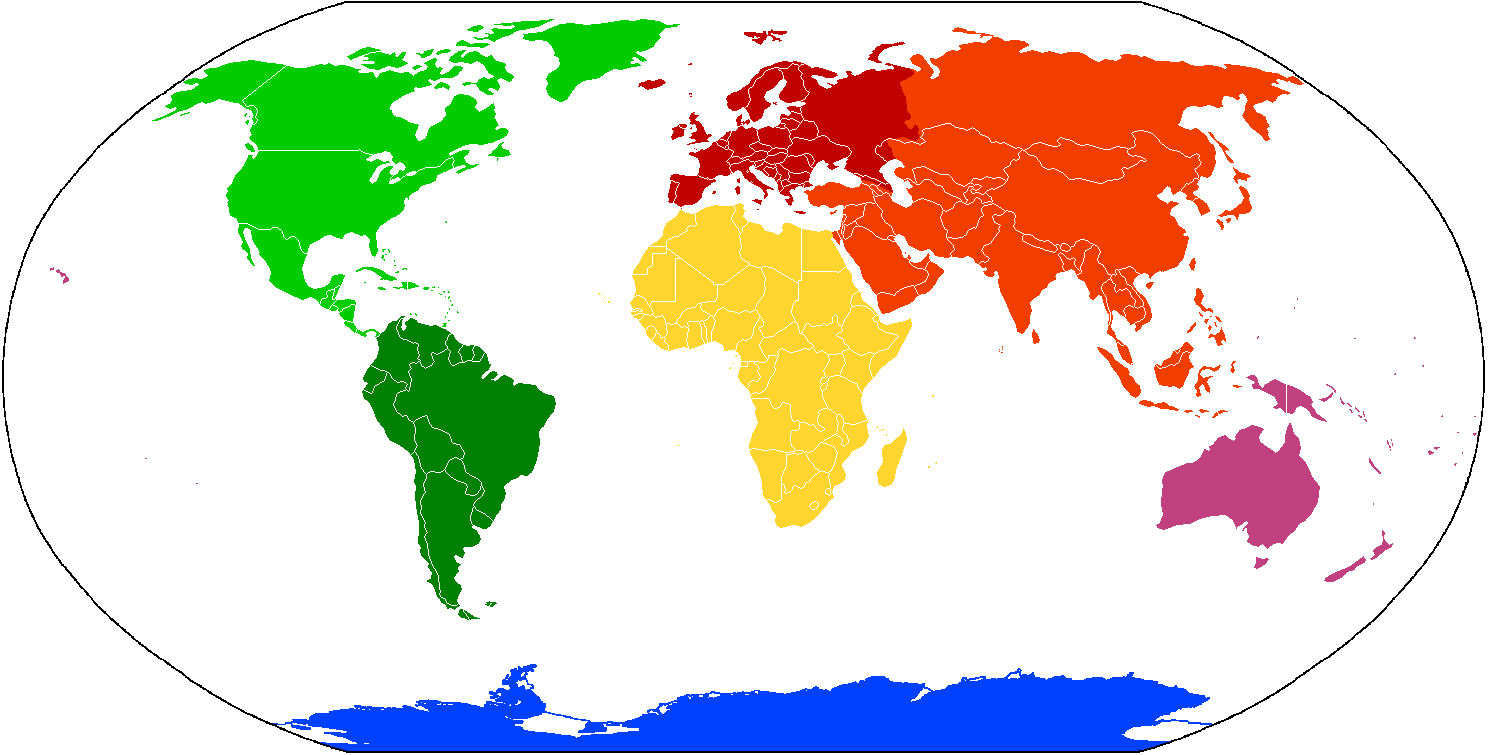
Mapa coloreado de los continentes del planeta Tierra en la Era cenozoica:
América
Norteamérica
Sudamérica
Afro-Eurasia
África
Eurasia
Europa
Asia
Oceanía
Antártida

Los límites de los continentes de la Tierra son generalmente una cuestión de convención geográfica para marcar las fronteras entre aquellos continentes que están unidos entre sí por tierra formando parte de una misma entidad o megacontinente. Estos límites han sido definidos sobre la base de distintos criterios geográficos, culturales y políticos y se usan varias convenciones ligeramente diferentes. El número de continentes es generalmente considerado como siete, pero puede variar hasta cuatro cuando América y Eurafrasia son considerados cada uno un solo continente. Según la definición de un continente en sentido estricto, una isla no puede ser parte de ningún continente, pero por convención y en la práctica, la mayoría de las islas principales están asociadas a un continente.
Hay tres límites terrestres entre continentes sujetos a definición: entre Europa y Asia -dividiendo Eurasia-, entre Asia y África -dividiendo Eurafrasia en África y Eurasia-, y entre América del Norte y América del Sur -dividiendo América-. Los límites restantes se refieren a la asociación de islas y archipiélagos con continentes específicos.

## Límite entre Asia y Europa
La naturaleza de las fronteras entre Europa y Asia es más una cuestión sociopolítica que geográfica, ya que no existe un océano o canal separando estos continentes. Muchos geógrafos sostienen que Europa y Asia comparten muchas características geográficas comunes y que, en realidad, forman parte de un único continente, Eurasia. Aunque Europa es considerada como una entidad geográfica, lo es como una super-península de la Asia continental, tal y como lo es, por ejemplo, el subcontinente indio, que incluso descansa sobre una placa tectónica distinta a la del resto de Eurasia.

### Historia

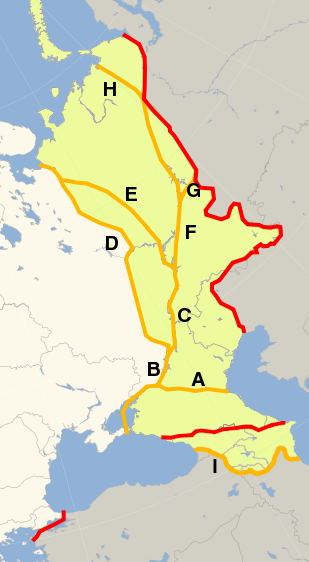
Europa
Asia
Territorios que históricamente fueron asignados tanto a Europa como a Asia desde ca. 1850.
Convenciones históricas de la frontera entre Europa y Asia, a partir de los mapas publicados entre 1700 y 1920 (nótese que los mapas de antes de finales una clara delimitación de la zona norte de la frontera, como el océano Ártico (Nueva Zembla, el mar de Kara, etc) ya que no era conocida por los cartógrafos).
* La línea roja muestra la siguiendo la divisoria del Gran Cáucaso, el río Ural y la cordillera de los Urales., ilustrado por ejemplo, Johnson (1861).
- La línea A muestra una alternativa moderna ilustrada por ejemplo, por Beach and McMurry (1914). La convención sigue los ríos Don y Manych, situando la gobernación de la Caucasia rusa en Asia.
Otras convenciones históricas, que ya no se utilizan, se muestran de la siguiente manera:
- La línea B sigue el río Don hasta Volgogrado (continuando en D o C, dependiendo de la convención).
- La línea C sigue el Volga desde Volgogrado hasta Samara, continuando en E o F, según la convención.
- La línea D sigue el Don hasta pasado Volgogrado, cortando al norte por tierra hasta Archangelsk, permaneciendo al oeste del Volga. Este convenio se encuentra en el primer atlas oficial del Imperio ruso, publicado en 1745.
- La línea E sigue el Volga hasta la curva de Samara, y luego corta hacia el noroeste hasta el Dvina Septentrional, terminando en Arcángel. Esta convención fue utilizada por Christoph Weigel en su mapa de Asia Vetus, publicado el año 1719.
- La línea F deja el Volga en la curva de Samara, cortando hasta el Bajo Irtysh y el río Ob. Fue utilizada por Johann Baptist Homann en su Recentissima Asiae Delineatio, publicado 1730.
- Las líneas G y H: John Cary en su New Map of america (1806) sigue el Don y el Volga (B, C, F), pero después corta a través de los Urales al sur de Perm (G) y deja la cuenca del Ural, alcanzando la costa del océano Ártico al oeste de la península de Yugorsky (H).
- La línea I sigue el río Aras al este y la antigua frontera ruso-otomana al oeste, como se muestra en un mapa de 1874.

La frontera entre Europa y Asia es inusual entre las fronteras continentales debido a sus características en gran parte basadas en montañas y ríos al norte y al este del mar Negro. La razón es histórica, la división de Europa y Asia se remonta al siglo VI a. C. con los primeros geógrafos griegos como Anaximandro y Hecateo de Mileto, que hicieron la triple división del Viejo Mundo en Europa, Asia y África. En el sentido moderno del término continente, Eurasia se identifica más fácilmente como un continente, y en ocasiones se ha descrito a Europa como un subcontinente de Eurasia.
La frontera oriental de Europa ha ido variando desde la antigüedad. Anaximandro colocó el límite entre Asia y Europa a lo largo del río Phasis (el moderno río Rioni) en el Cáucaso, una convención todavía seguida por Heródoto en el siglo V a. C., que consideraba que Europa se extendía hasta llegar al océano Pacífico, siendo tan alargada (y mucho más grande) que África y Asia juntas. Cuando el conocimiento geográfico de los griegos aumentó durante el período helenístico, esta arcaica convención fue revisada y el límite entre Europa y Asia pasó a ser considerado el Tanais (el moderno río Don). Esta fue la convención usada por varios autores de la época romana, como Posidonio, Estrabón y Ptolomeo.
A lo largo de la Edad Media y hasta el siglo XVIII, la tradicional división de la masa terrestre de Eurasia en dos continentes, Europa y Asia, siguió a Ptolomeo, estableciendo el límite en el mar Egeo, los Dardanelos, el mar de Mármara, el Bósforo, el mar Negro, el estrecho de Kerch, el mar de Azov y el río Don (el antiguo Tanais). Pero los mapas producidos desde el siglo XVI al XVIII tendieron a diferir en la forma de continuar la frontera más allá de la curva de Don en Kalach-na-Donu (donde está más cerca del Volga, ahora unidos por el canal Volga-Don), en territorio no descrito en detalle por los geógrafos antiguos. Philip Johan von Strahlenberg, en 1725, fue el primero en apartarse de la clásica frontera del Don dibujando la línea más al sur, a lo largo de la depresión Kumá-Mánych.[cita requerida] El Atlas de 1745 publicado por el Imperio ruso tiene la frontera siguiendo el Don más allá de Kalach hasta Serafimovich, antes de cortar en dirección norte hacia Arcángel, mientras que otros cartógrafos del siglo XVIII hasta el XIX, como John Cary, establecieron el límite desde Kalach hasta el Volga, que luego siguieron hasta la curva de Samara.
En el siglo XVIII se sugirió que los montes Urales marcasen el límite al norte de la curva de Samara, pero los cartógrafos siguieron difiriendo en el límite entre el bajo Don y el Samara hasta bien entrado el siglo XIX. A mediados del siglo XIX, ya había consenso acerca de que Europa termina en el mar Egeo, el mar Negro, el mar Caspio y los montes Urales, aunque las fronteras entre los tres últimos eran algo inciertas; por ejemplo, la divisoria que se extiende desde los Urales al mar Negro fue definida por diferentes geógrafos y autoridades usando como límites por el río Don, la depresión Kumá-Mánych, el Cáucaso, la frontera rusa o el río Rioni. Había tres convenciones principales:
- una, que seguía el río Don, el canal Volga-Don y el río Volga;
- otra, que seguía la depresión Kumá-Mánych hasta el mar Caspio y luego el río Ural;
- y, la tercera, que abandonaba totalmente el Don, siguiendo la divisoria hidrográfica del Gran Cáucaso hasta el mar Caspio.

La cuestión fue tratada aún como una controversia en la literatura geográfica de la década de 1860, defendiendo Douglas Freshfield el límite de la divisoria del Cáucaso como la mejor posible, citando el apoyo de varios geógrafos modernos. La mayoría de geógrafos de la Unión Soviética también favorecieron la frontera que iba a lo largo de la divisoria del Cáucaso, que se convirtió en la convención estándar en el siglo XX, aunque el límite Kuma-Manych se mantuvo en uso en algunos mapas del siglo XX.

Antiguo mapa del mundo de acuerdo con Anaximandro (siglo VI a.C.). Sólo eran conocidas las partes de Europa, Asia y África adyacentes al Mediterráneo y al mar Negro. El río Phasis del Cáucaso se imagina como separación de Europa y Asia, mientras que el Nilo separa Asia de África (Libya).
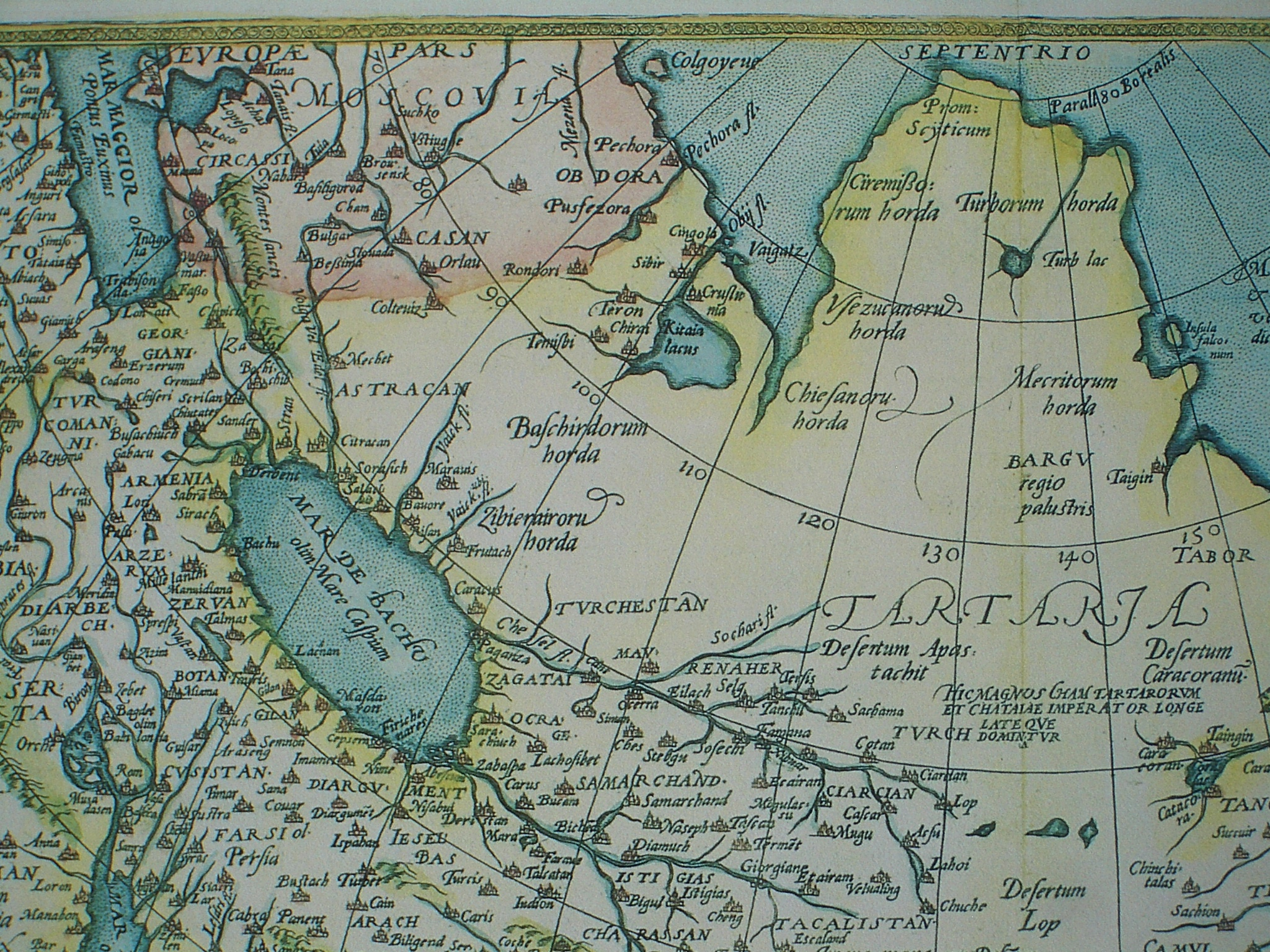
En este mapa de 1570 de Asia (Asia Nova Descriptio), el Tanais se utiliza como frontera continental. Moscovia se representa como “transcontinental”, teniendo una parte asiática y una europea (con el rótulo Europae pars).
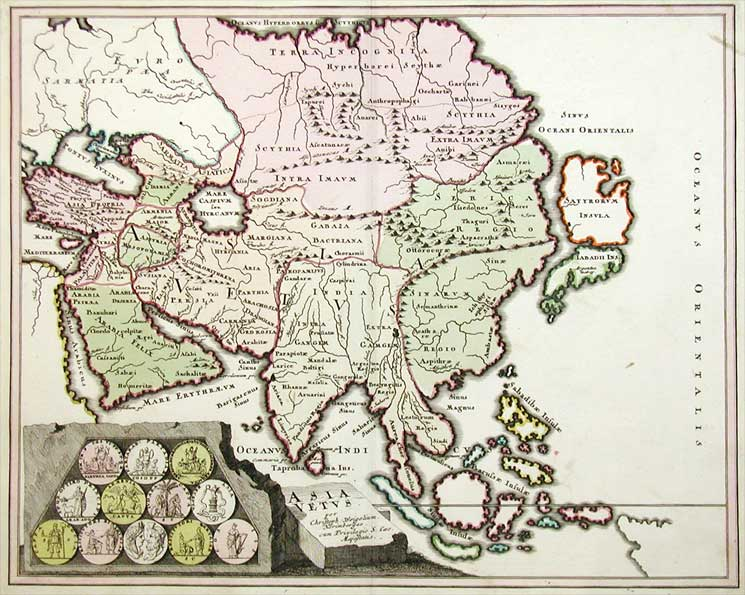
Este mapa de 1719 de la “antigua Asia” (Asia Vetus) divide Sarmacia en Sarmatia Europea y Sarmatia Asiática. La frontera continental se dibuja a lo largo del Tanais (Don), el Volga y el Dvina Septentrional.
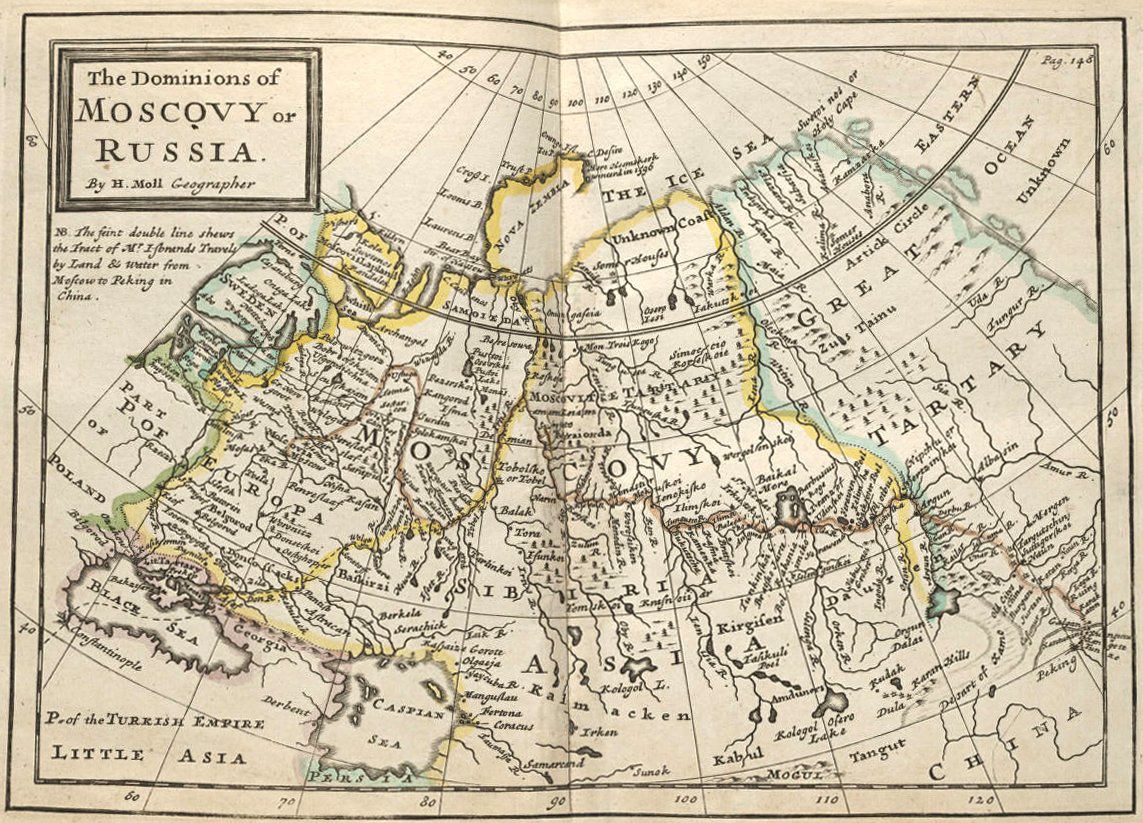
Hermann Moll (ca. 1715) dibuja la frontera a lo largo del Don, el Volga, cortando por tierra desde Samara hasta el río Tobol, siguiendo el Bajo Irtysh finalmente el río Obi, emplazando Nueva Zembla en Europa.
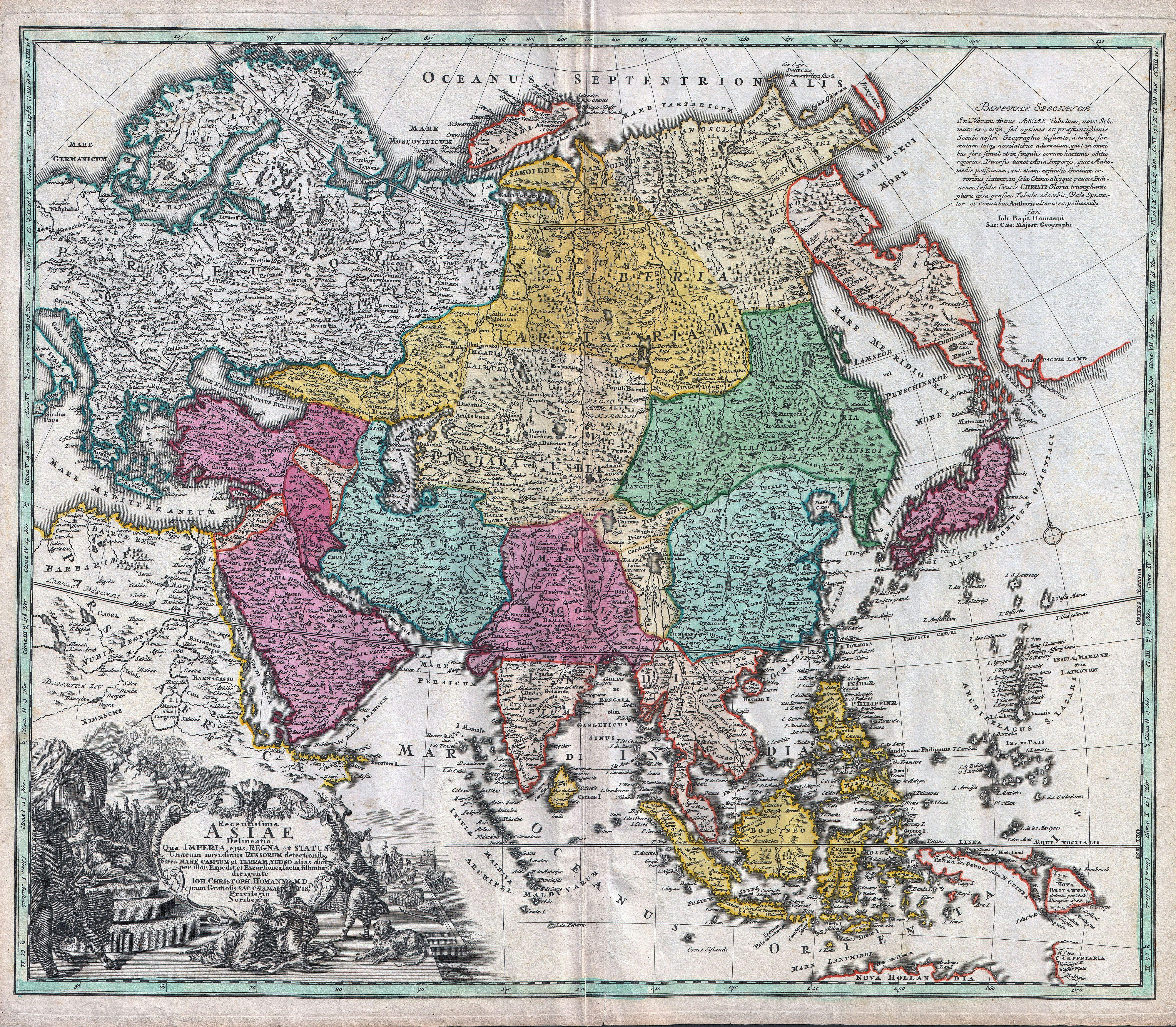
Un mapa alemán de 1730 realizado por Johann Christoph Homann tiene un límite similar al mostrado por Moll, pero siguiendo toda la longitud de la curva de Samara y luego atravesando el Irtysh directamente, colocando el Tobol y Tobolsk en Asia.
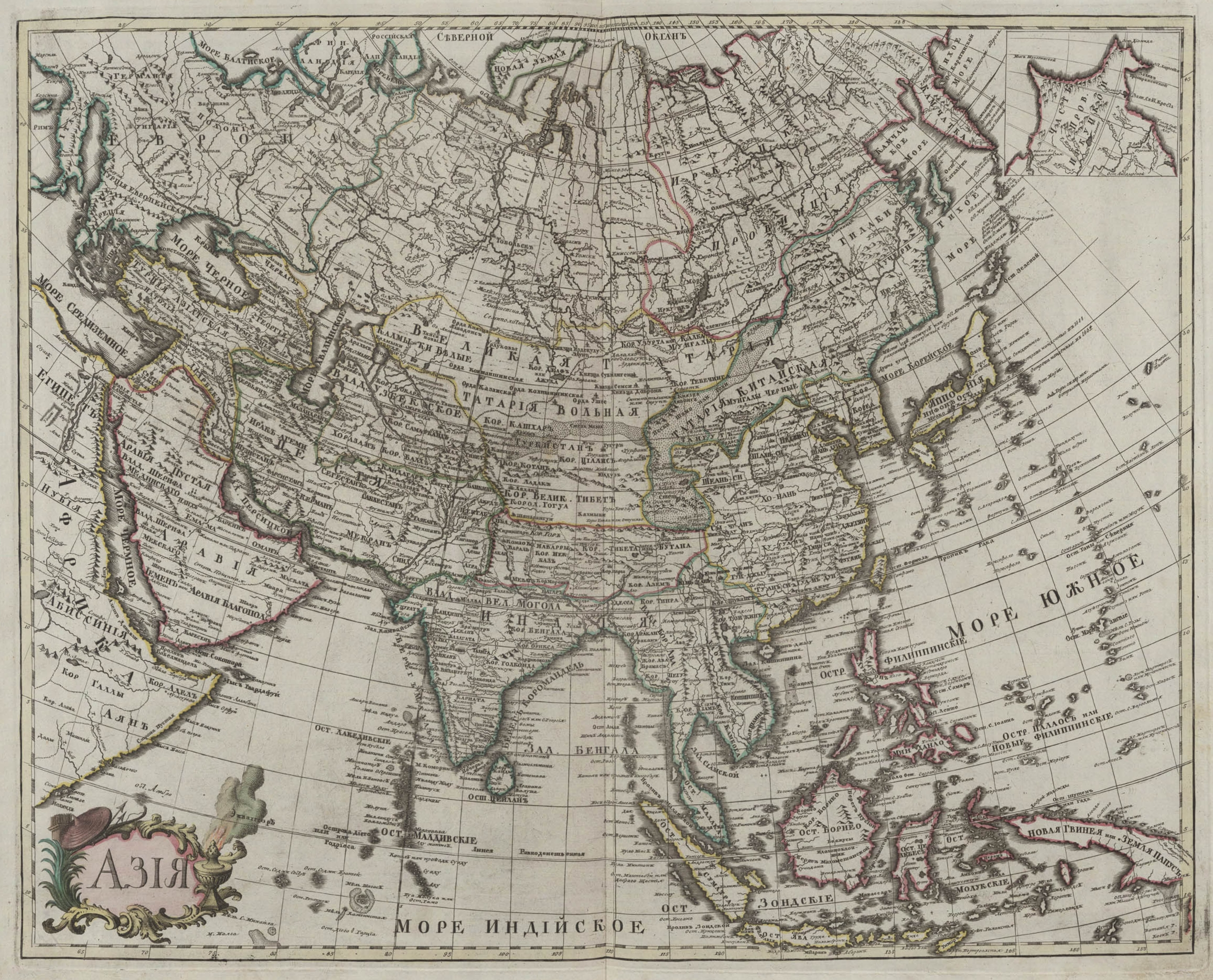
El “Atlas Académico” del Imperio ruso, publicado por la Academia de Ciencias de San Petersburgo en 1745, dibuja la frontera a lo largo del Don, pero luego sigue al oeste del Volga hasta Arkhangelsk.
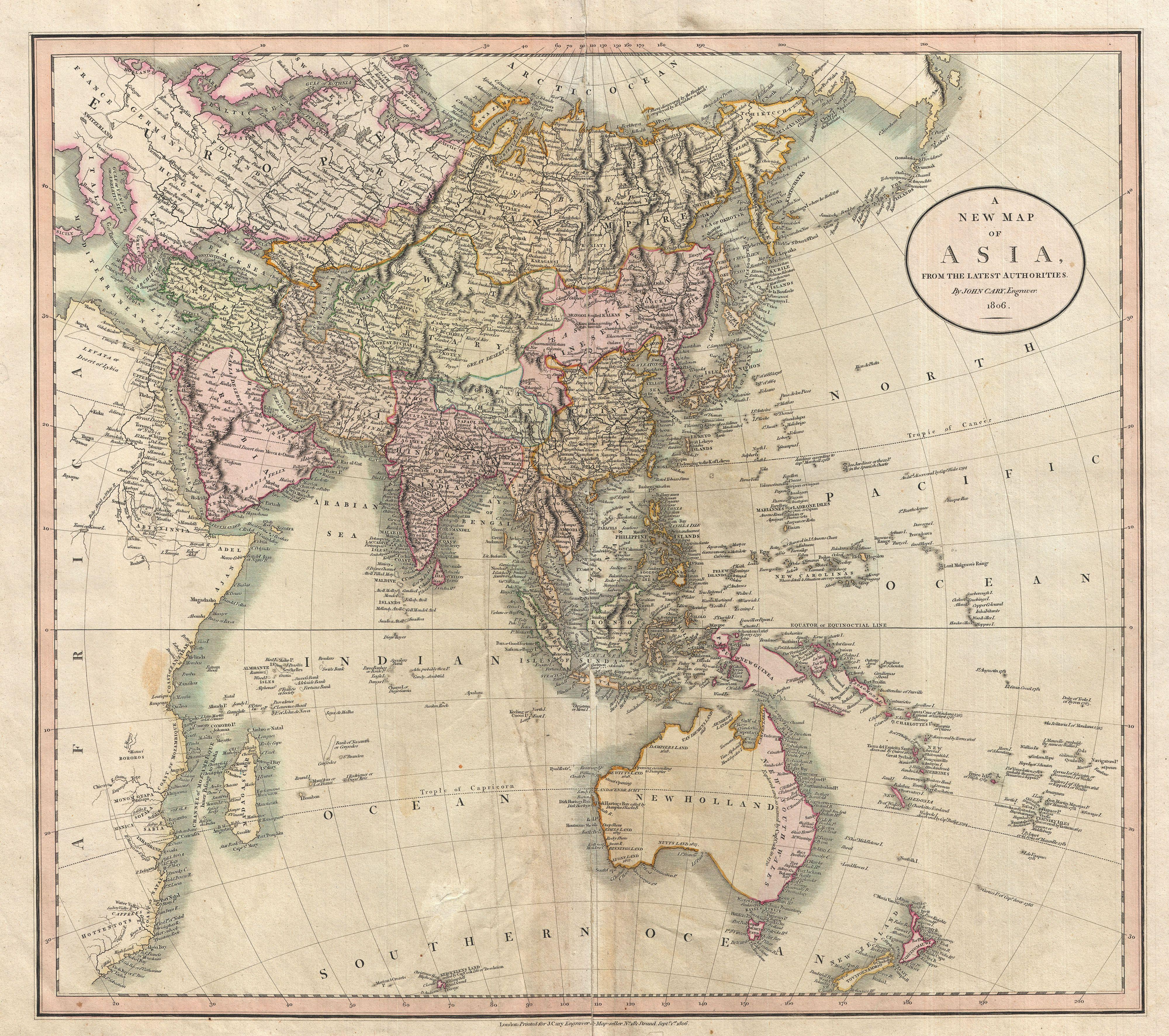
Mapa de 1806 de Asia de John Cary, con la frontera a lo largo del Don y el Volga hasta Samara, al norte de Perm, siguiendo después los Urales, y emplazando Novaya Zemlya en Asia.
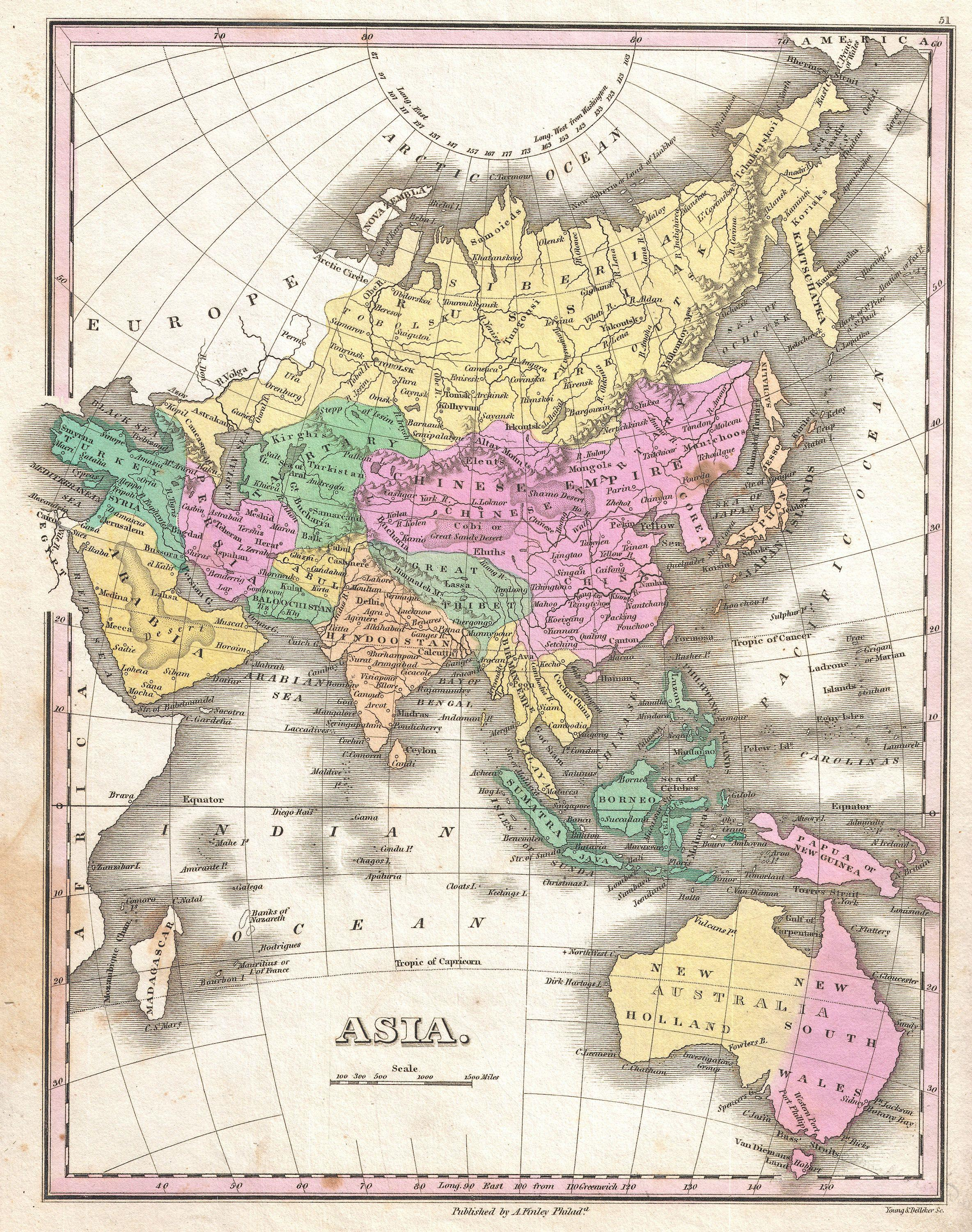
Mapa de 1827 de Anthony Finley, que muestra los límites a lo largo del Don, el Volga, pasando entre Perm y Ufá, y en corriendo en dirección norte por tierra hasta la bahía de Bajdaratskaya en el mar de Kara, emplazando Nueva Zembla en Europa.
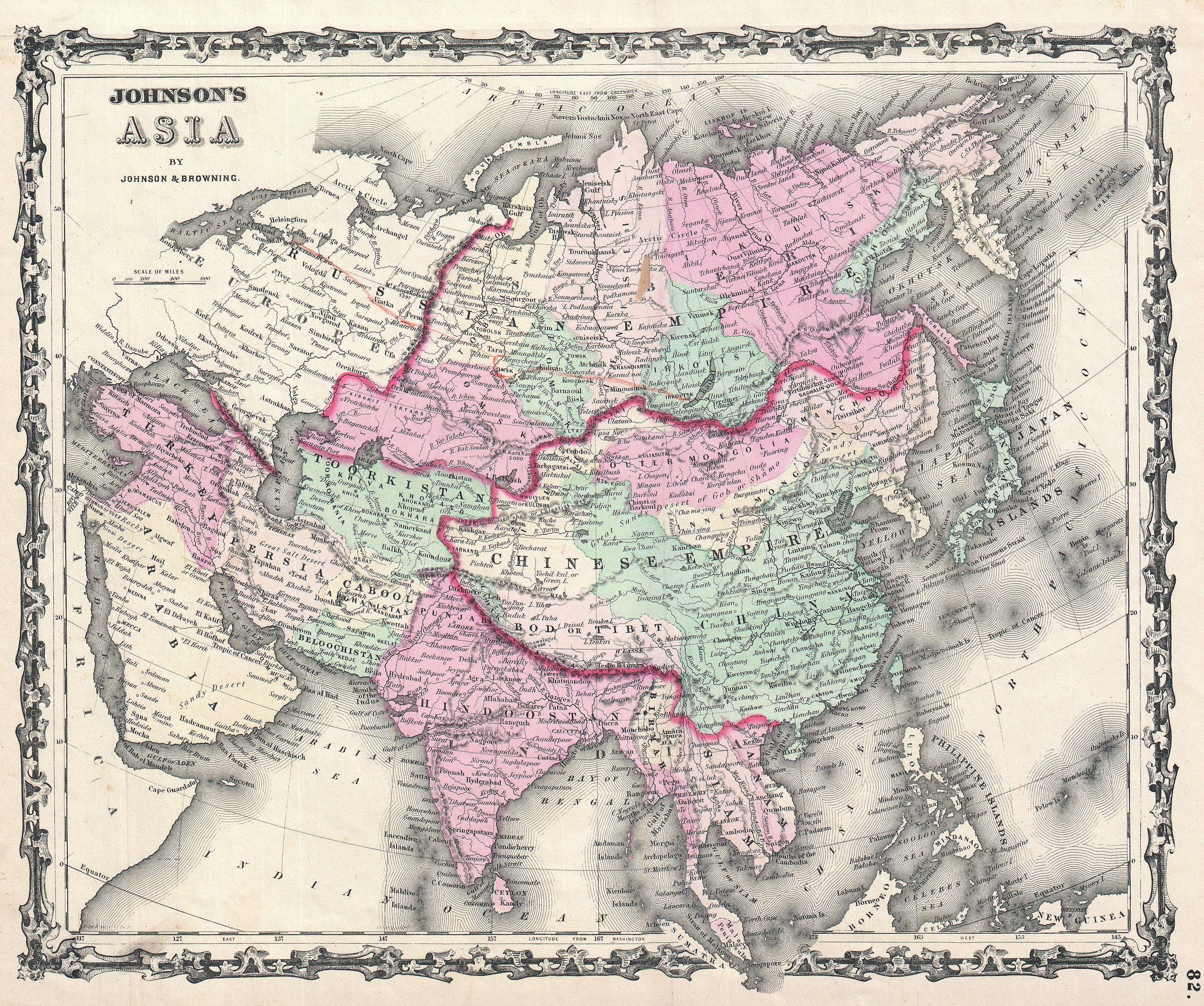
Mapa de 1861 de A. J. Johnson, que ilustra la convención moderna, divisoria del Cáucaso, río Ural y montes Urales.
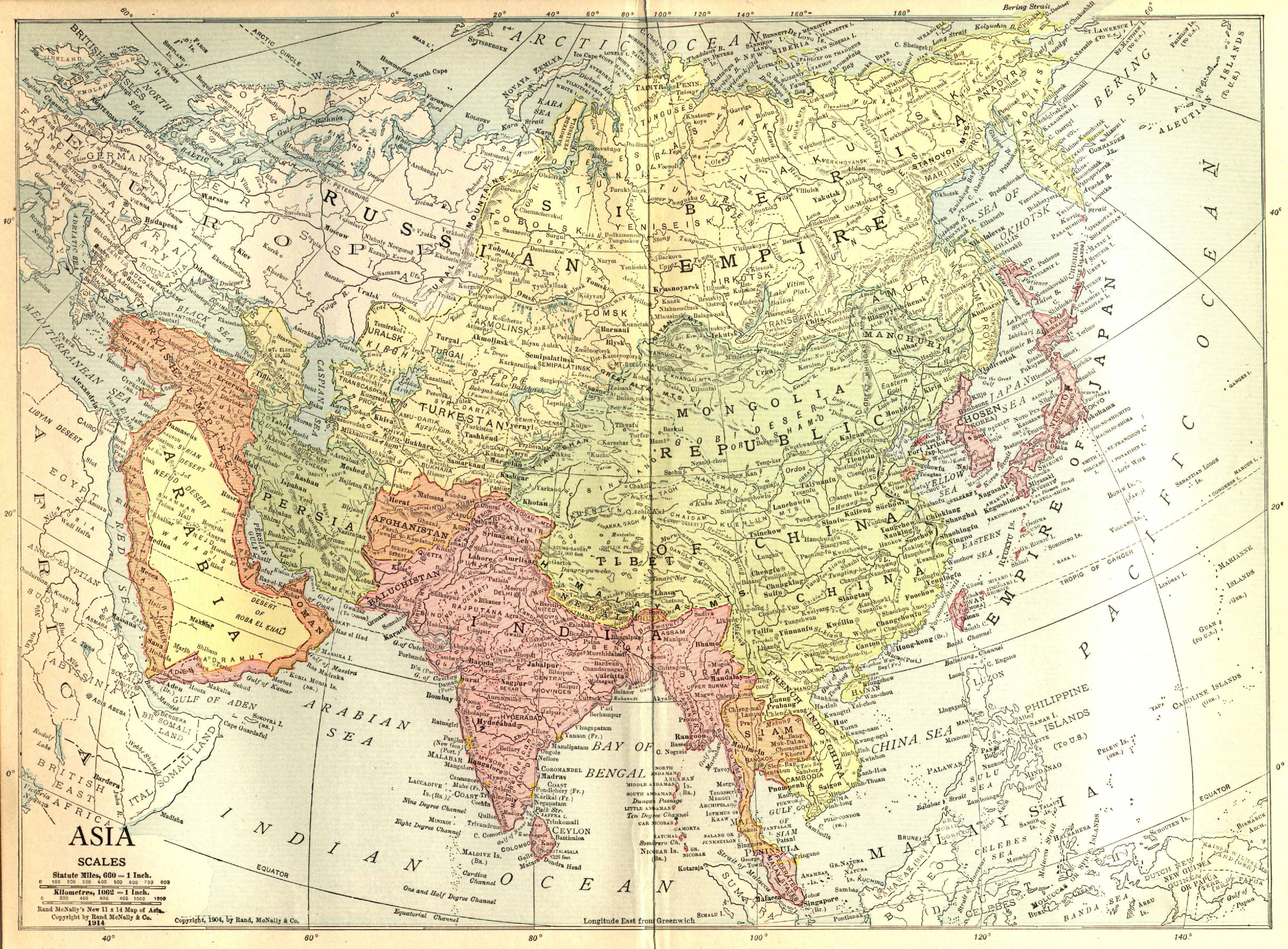
Mapa de 1914 que muestra la frontera a lo largo del río Manych, colocando el krai de Stavropol en Asia
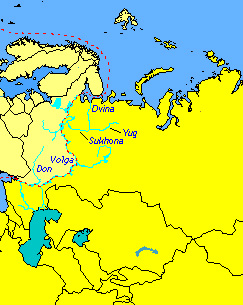
Miles Clark en su "circumnavigation of Europe" de 1e al límite clásico a lo largo de los ríos Volga y Don.

### Definición moderna

Estados en Europa
Estados transcontinentales en territorio asiático
Estados considerados europeos por razones histórico-culturales

La definición "moderna" del límite entre Europa y Asia arranca en el mar Egeo y sigue, a continuación, los Dardanelos-mar de Mármara-Bósforo, el mar Negro, siguiendo la cuenca del Gran Cáucaso, la parte noroeste del mar Caspio y a lo largo de los montes Urales. Esta es la generalmente cartografiada y listada en muchos atlas, incluido el de la National Geographic Society y es así como es descrita en el World Factbook.
Según esta definición, las montañas del Alto Cáucaso forman parte de la frontera entre Europa y Asia. El monte Elbrus, que se levanta al norte de la divisoria de aguas, estaría íntegramente situado en Europa, convirtiéndose en el punto de mayor elevación del continente. El Bajo Cáucaso estaría situado completamente en Asia según este mismo criterio.
De acuerdo con esta definición, tanto Georgia como Azerbaiyán tienen la mayor parte de su territorio en Asia, aunque cada uno de esos países tiene una pequeña parte de su frontera norte al norte de la cuenca del Gran Cáucaso y, por tanto, en Europa. Estos países, junto con Armenia, tienen una tendencia sociocultural a proclamarse europeas, [cita requerida] aunque los tres, sin embargo, suelen quedar fuera de las listas de países europeos y son incluidos en las de países asiáticos.
Rusia y Turquía son países transcontinentales, con territorio en Europa y Asia sea cuál sea la definición considerada. Mientras que Rusia es históricamente un país de Europa con una larga historia de conquistas imperiales en Asia, la situación de Turquía es la inversa, como la de un país asiático, con conquistas imperiales en Europa.
Kazajistán es también un país transcontinental según esta definición — las provincias de Kazajistán Occidental y de Atyrau se extienden a ambos lados del río Ural— aunque está considerado un país centro asiático que se extiende hasta Europa.
La ciudad turca de Estambul se encuentra en ambos lados del Bósforo, lo que hace de ella una ciudad transcontinental.

### Otras fronteras modernas con menor aceptación

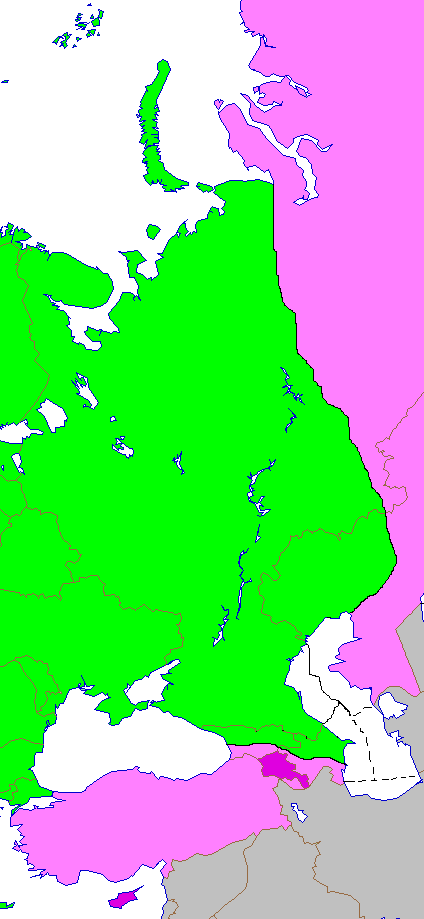
Verde - Estados (o parte de estados) europeos
Rosa - Zonas asiáticas de estados parcialmente europeos
Rosa oscuro - Estados sociopolíticamente europeos
Gris - Estados asiáticos.

Aún siguen empleándose otros límites entre Europa y Asia, como:
- la depresión Kuma-Manych (más precisamente, el río Manych, el canal Kuma-Manych y el río Kuma) es oficialmente considerada como la frontera continental en Rusia y otros países y sigue siendo citada, con menos frecuencia, como un posible límite natural en fuentes contemporáneas.[8] Según esta definición rusa, la frontera entre Europa y Asia pasa por las montañas Mugodzhar, sigue hacia el sur a lo largo del río Emba hasta el mar Caspio y luego continúa hasta el mar Negro a lo largo de la depresión Kuma-Manych. Esta definición de Strahlenberg la usaban ya los geógrafos rusos desde mediados del siglo XVIII, y fue oficialmente recomendada para su uso en libros de texto por la Sociedad Geográfica de la URSS en 1958. Esta definición de Strahlenberg también es bastante común en regiones germanas. Sitúa a todos los países del Cáucaso, incluyendo a Georgia, Azerbaiyán y las repúblicas caucásicas de Chechenia y Daguestán completamente en Asia

- la definición Meso-Caucásica, que define la frontera entre los mares Caspio y Negro de la siguiente manera: la frontera pasa entre el Alto Cáucaso y el Bajo Cáucaso y está definida por el río Rioni y el curso bajo del río Kura (aunque esta frontera está pobremente definida entre ambos ríos). Esta definición deja gran parte de Georgia y Azerbaiyán en Europa.
- la división política rusa. La división que hace Rusia, tomando como referencia sus sujetos federales, es la siguiente:
  - en el lado europeo, de norte a sur: Distrito Autónomo de Nenetsia, república de Komi, krai de Perm, república de Bashkortostán y óblast de Oremburgo;
  - en el lado asiático, de norte a sur: Distríto Autónomo de Yamalo-Nenets, Distríto Autónomo de Janti-Mansi, óblast de Sverdlovsk y óblast de Cheliábinsk.

Hay otras forma de definir los límites entre Europa y Asia que derivan de algunas de las definiciones políticas que realizan ciertos organismos, como:
- la División de Estadística de las Naciones Unidas (United Nations Statistics Division), que lista los países transcontinentales en el continente en el que tienen la mayoría de su población:[9]
  - Rusia es listada como parte de la Europa del Este;
  - Kazajistán es listado como parte de Asia Central;
  - Azerbaiyán, Georgia, Turquía y Chipre son listados como parte de Asia Occidental.

- el Consejo de Europa, en su estatuto en que se recogen los miembros,[10] que incluye como miembros a la Federación de Rusia, Armenia, Georgia, Azerbaiyán, Turquía y Chipre. Aunque Kazajistán no es miembro, se le concede el derecho de pedir la plena adhesión.[11]

Turquía, a pesar de tener solo un 3% de su superficie en Europa, ha sido miembro del Consejo de Europa desde 1949 y un candidato oficial a formar parte de la Unión Europea desde 2005. Armenia, Georgia y Azerbaiyán, estados geográficamente asiáticos (aunque Azerbaiyán y Georgia tengan parte de su territorio en Europa), también se han adherido al Consejo de Europa. Las islas Egeas del Norte y el archipiélago del Dodecaneso se encuentran en la costa de Turquía asiática (en la plataforma continental asiática), pero políticamente son parte de Grecia, un país europeo.
Las islas rusas de Vaygach y Nueva Zembla, que se extienden hacia el norte desde el extremo septentrional de los montes Urales, se pueden considerar como una continuación de esa cadena montañosa que se adentra en el océano Glacial Ártico. Estas islas separan el europeo mar de Barents del asiático mar de Kara, y pueden ser consideradas como parte de Europa o Asia. Aunque Nueva Zembla se consideró tanto en Europa como en Asia en los mapas del siglo XIX, ahora se considera generalmente parte de Europa, siendo el límite continental considerado para unirse el océano Ártico a lo largo de la orilla sur del mar de Kara. Los mapas de este artículo las representan como parte de Europa. La Tierra de Francisco José, un importante archipiélago ruso en el Ártico situado más al norte, también se asocia con Europa. Todas estas islas árticas son parte del sujeto federal ruso-europeo del óblast de Arcángel.

## Límite entre África y Europa

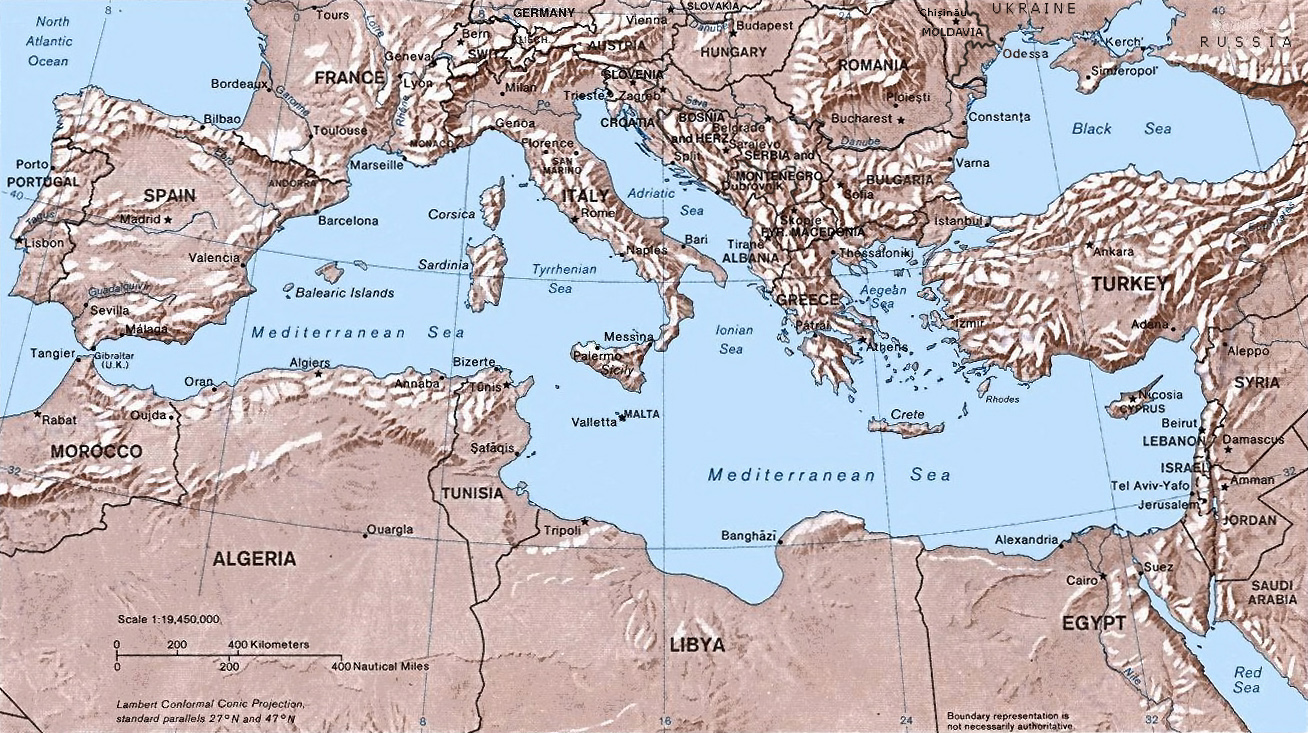
El mar Mediterráneo.

Los continentes europeo y africano no son contiguos, y la delineación entre ellos es, por lo tanto, simplemente una cuestión de qué islas deben asociarse con qué continente. En su punto más cercano, Marruecos y la parte europea de España están separados por solo 13 kilómetros.
Las islas Azores de Portugal en el Atlántico están a 1368 km de Europa y a 1507 km de África, y generalmente se agrupan con Europa. Por el contrario, las islas Canarias y Madeira (incluidas las islas Desertas y las islas Salvajes), frente a la costa atlántica de Marruecos, están mucho más cerca y suelen agruparse con África (las islas Canarias están a solo 100 km de la costa de África en su punto más cercano, mientras que Madeira está a 520 km de África y 1000 km de Europa). Sin embargo, estos archipiélagos pertenecen a España o a Portugal y geopolíticamente son parte de Europa. Los enclaves españoles de Ceuta y Melilla en territorio africano, así como las plazas de soberanía, son también geopolíticamente parte de Europa, pero geográficamente son parte indiscutida de África. Un único islote español, conocido como isla de Alborán, se encuentra discutiblemente en la placa africana o en la placa euroasiática, en el mar de Alborán, a 50 km al norte de la costa marroquí y a 90 km al sur de España.
En la geografía histórica, muchas de la más grandes islas del mar Mediterráneo han estado más íntimamente relacionadas con África que con Europa o Asia. El antiguo Egipto dominaba en muchas épocas Chipre y en algún momento también Creta y Rodas. El Imperio romano encuadraba a Creta con Cirenaica (en la antigua Libia). Las islas Baleares y la mitad de Sicilia fueron dirigidas desde Cartago.
La isla mediterránea de Malta está a aproximadamente 81 km de la costa de Sicilia -una extensión cultural de Europa en el corazón del mar Mediterráneo-, mucho más cerca que la distancia de 288 km a la costa africana más cercana. Tanto Sicilia como Malta están situadas sobre una conexión a la corteza continental de la Placa Tectónica Africana conocida como la plataforma Siliciana-Tunecina, con Malta situada más próxima a Sicilia que a África. Las islas de Malta se formaron de hecho como puntos elevados de un istmo entre Sicilia y África del Norte que acabaron aisladas al subir el nivel del mar después de la última glaciación. Aunque Malta y Sicilia fueron dirigidas por los árabes, los lazos históricos forjados como consecuencia de esta relación entre el continente africano y las islas se perdieron hace mucho tiempo; no obstante, en Malta se habla un dialecto del árabe influenciado fuertemente por el italiano. 
La cercana isla italiana de Lampedusa (isla principal de las islas Pelagias) está a 207 km de Sicilia, mientras que a solo 127 km de la costa africana. De manera similar, Pantelaria está a 100 km de Sicilia y a solo 71 km de la costa africana en la conjunción entre la placa tectónica europea y la africana, siendo de hecho una isla volcánica y por tanto, geográficamente, podría formar parte tanto de Europa como de África, aunque sea política y culturalmente europea, que es como las muestran los mapas.
Hay también naciones con fuertes lazos culturales con Europa, como los países de África septentrional localizados en la orilla sur del mar Mediterráneo —es decir, Marruecos, Argelia, Túnez, Libia y Egipto— aunque tienen lazos mucho más fuertes con el mundo árabe. Aparte de esto, la clara frontera que supone el mar Mediterráneo excluye a estas naciones geográficamente. Existe cierto interés en algunos países como Egipto, Israel, Marruecos, Túnez y Cabo Verde por pasar a formar parte de la Unión Europea, pero actualmente su admisión completa como socios no está permitida (Marruecos solicitó su ingreso formalmente pero fue rechazado por motivos geográficos).

## Límite entre América del Norte y Europa
Las fronteras entre Europa y América del Norte están mayormente claras y fuera de ninguna disputa, ya que ambos continentes ocupan lados opuestos del Atlántico Norte. Las zonas intermedias del océano carecen de islas, excepto en el norte, donde se sitúan Groenlandia e Islandia. Esta última junto con las Azores son protuberancias de la dorsal oceánica Mesoatlántica y están asociadas con y habitadas por distintos pueblos europeos (escandinavos en Islandia y portugueses en las Azores), a pesar de que tienen áreas en la placa norteamericana. Groenlandia se considera geográficamente como americana y, además, la mayoría de la ascendencia groenlandesa proviene de los inuit, población indígena de Norteamérica. Las islas noruegas del Ártico, Jan Mayen y Svalbard, están asociadas con Europa, ya que están mucho más próximas a sus costas que a las norteamericanas. Las islas británicas están en la plataforma continental europea y durante la Edad de Hielo eran parte de propio continente.
Las islas Bermudas son una posesión del Reino Unido que están a 1000 km al este de la parte continental de Estados Unidos, y a la que a veces se agrupa con Angloamérica. Otras islas dependientes del Reino Unido en la región Caribe son Turcas y Caicos, las islas Caimán, Montserrat, Anguila y las Vírgenes Británicas. Otras islas americanas que son territorios dependientes de países europeos son las francesas Saint-Pierre y Miquelon -frente a las costas de la isla de Terranova-, Martinica, Guadalupe, San Bartolomé y San Martín en el Caribe norte. De los Países Bajos dependen las islas que conformaban las Antillas Neerlandesas en las Antillas Menores.
Hay países fuera del entorno europeo que tienen lazos culturales e históricos con Europa como consecuencia de la colonización y las migraciones. Países como Estados Unidos, Canadá, y todos los países de América Latina pueden ser por ello considerados como «estados culturalmente Europeos».[cita requerida]

## Límite entre África y Asia

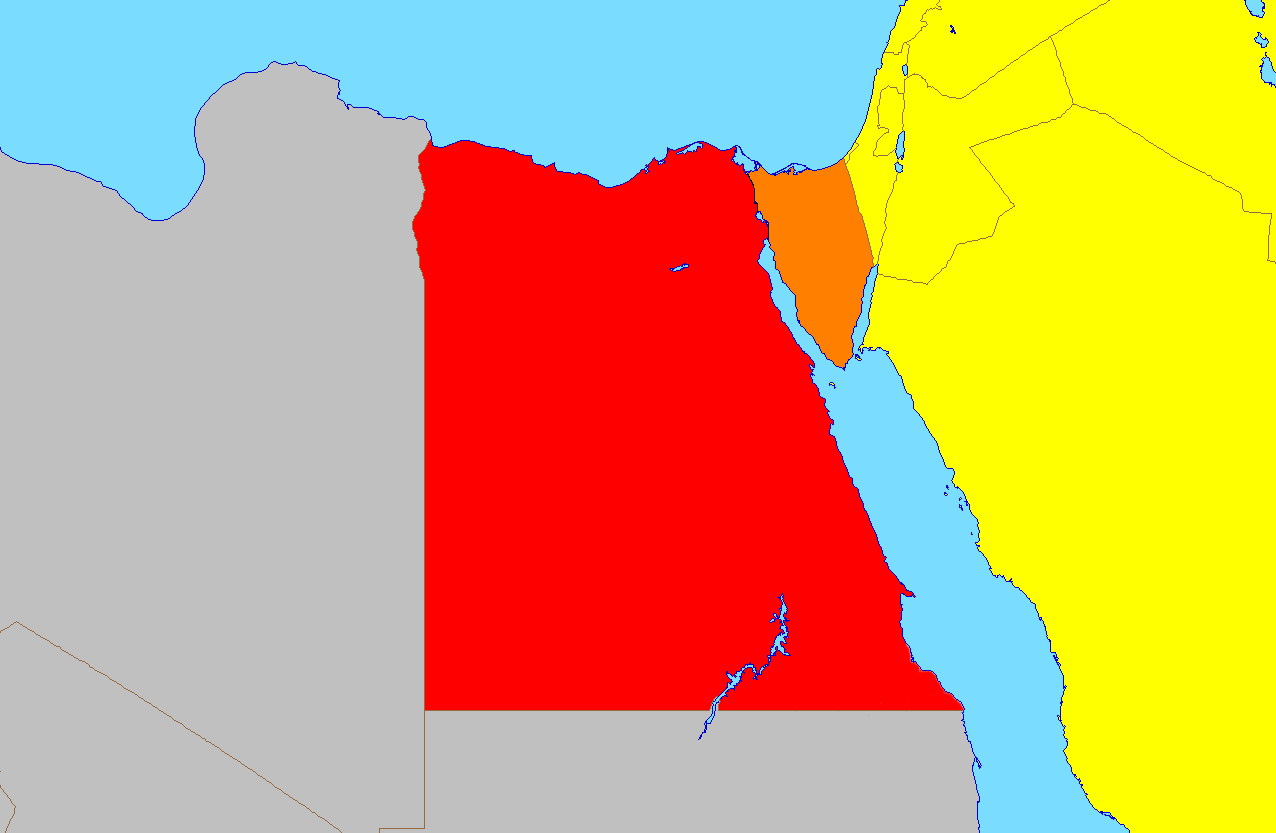
La parte en amarillo es Asia, en naranja la parte de Egipto que está en Asia, en rojo el territorio de Egipto y el gris los demás países de África.

Históricamente, en la geografía grecorromana, África significaba la antigua Libia, y su extensión oriental se tomaba alrededor de Marmarica, en el Catabathmus Magnus (paso de Halfaya), colocando a Egipto por completo en Asia. La idea de que Egipto es un país africano parece desarrollarse hacia mediados del siglo XIX. El término África estaba reservado clásicamente para lo que hoy se conoce como el Magreb, con la exclusión explícita de Egipto, pero con las exploraciones europeas de África la forma de la masa africana (y la inclusión "natural" de Egipto en esa masa de tierra) se volvió normal. En 1806 William George Browne tituló su viaje Travels in Africa, Egypt, and Syria. Del mismo modo, James Bruce de Kinnaird en 1835 publicó Travels through part of Africa, Syria, Egypt, and Arabia. Por otra parte, ya en 1670, John Ogilby, bajo el título de Africa, publicó an accurate Description of the Regions of Egypt, Barbary, Libya, and Billedulgerid, the Land of Negroes, Guinea, Æthiopia, and the Abyssines, with all the adjacent Islands, either in the Mediterranean, Atlantic, Southern, or Oriental Seas, belonging thereunto.
Las fronteras geográficas naturales de África son el mar Mediterráneo, el mar Rojo y el golfo de Adén. La línea habitual para dividir África de Asia hoy es en el istmo de Suez, la brecha más estrecha entre el Mediterráneo y el golfo de Suez, la ruta que sigue hoy el Canal de Suez, y menos frecuentemente en el golfo de Aqaba. Esto hace que la península del Sinaí sea geográficamente asiática y que Egipto sea un país transcontinental. Menos del 2% de la población egipcia vive en el Sinaí, y por lo tanto Egipto, aunque técnicamente transcontinental, generalmente se considera un país africano en su totalidad y no en parte asiático. Pero cuando se habla de la región geopolítica de Medio Oriente y África del Norte, Egipto generalmente se agrupa con los países de Asia occidental como parte de Medio Oriente, mientras que el vecino occidental de Egipto, Libia, se agrupa con los países restantes del norte de África como el Magreb. Sin embargo, ambos son miembros de la Liga Árabe y de la Unión Africana. Según criterios puramente geológicos, la línea de separación entre ambos continentes podría ser dibujada a lo largo de la falla del valle del río Jordán (lo que haría que tanto Israel como el Líbano y pequeñas partes de Siria fueran parte de África).
El archipiélago de Socotra en Yemen, geopolíticamente es considerado parte de Asia, sin embargo, geográficamente a veces es considerado parte de África por su cercanía con el cuerno de África y porque se encuentra en la plataforma de este continente.
Las Seychelles, Mauricio y Comoras son naciones insulares en el océano Índico asociadas con África. Mayotte, situada en el canal de Mozambique entre África y Madagascar (también geográficamente parte de África) está bajo administración de Francia, como lo están la isla de Reunión al este de Madagascar y algunas Islas Dispersas del Océano Índico también asociadas con África. 

## Límite entre África y América del Sur
Las fronteras entre África y América del Sur son claras e indiscutidas, ya que los dos continentes forman las costas opuestas del océano Atlántico, cuyas áreas interiores están casi desprovistas de islas entre los continentes. Las deshabitadas posesiones insulares brasileñas de archipiélago de San Pedro y San Pablo y Trinidad y Martín Vaz se asocian con América, en tanto que las posesiones insulares británicas de Santa Elena, Tristán de Acuña e isla de Gough se asocian con África.

## Límite entre América del Norte y América del Sur

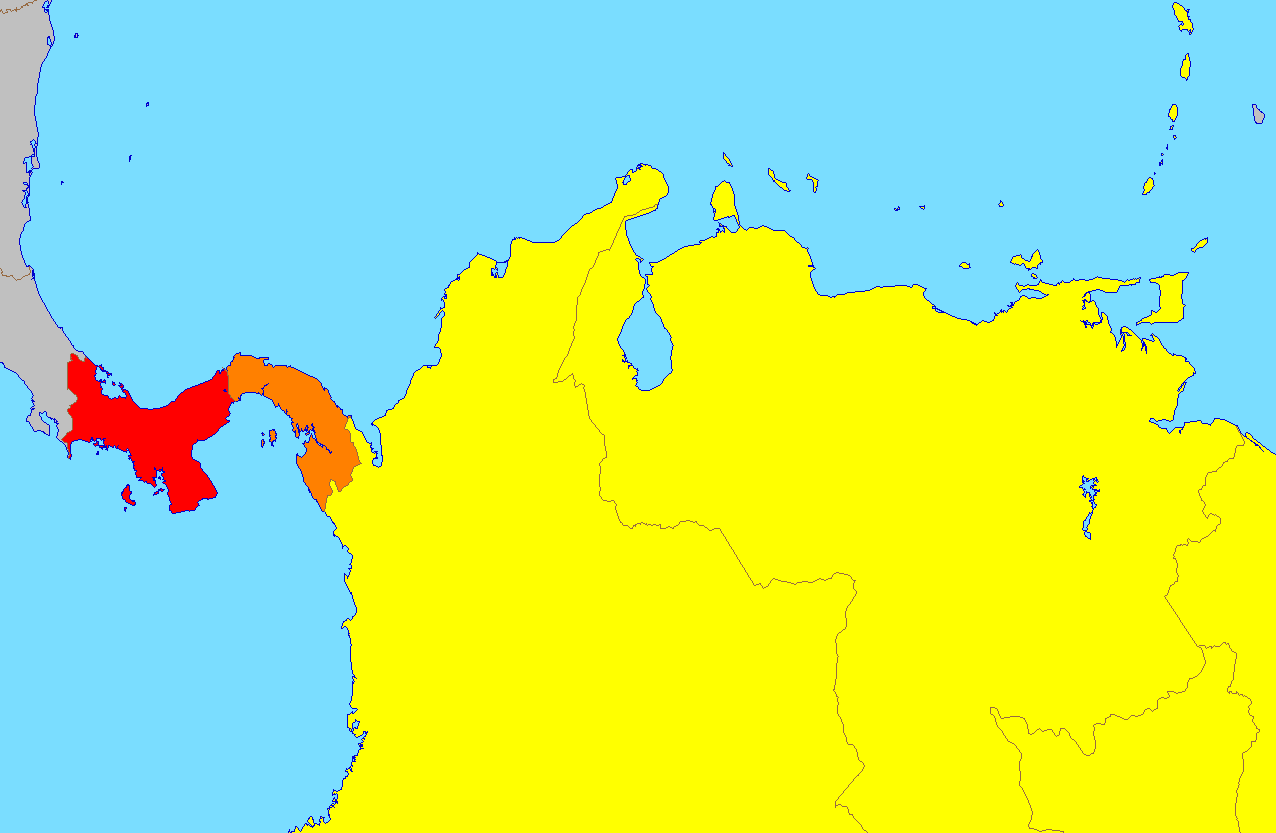
La parte roja es el territorio de Panamá, en naranja la parte de Panamá que está en Sudamérica. En amarillo Sudamérica y en gris los demás países de Norteamérica.

En todas las culturas no-germánicas de América, es decir casi todo el continente americano exceptuando Estados Unidos, parte de Canadá y gran parte del Caribe, América se considera como un único continente, abarcando toda la masa terrestre entre Alaska y el archipiélago de Tierra del Fuego. De este modo, Norteamérica, Centroamérica, Antillas, Panamá y Sudamérica se consideran como regiones de la gran masa continental. Así por ejemplo los Anillos Olímpicos representan a América con un único anillo.
La frontera entre América del Norte y América del Sur se encuentra en algún punto del istmo de Panamá y se ha trazado de manera diversa. Una demarcación común en atlas y otras fuentes sigue la división de la serranía del Darién a lo largo de la frontera entre Colombia y Panamá, donde el istmo ya se encuentra en el continente sudamericano. Otra demarcación muy común entre subcontinentes es el Canal de Panamá, donde Panamá tiene territorio con una margen en cada subcontinente. En un sentido geopolítico (es decir, no estrictamente geofísico), Panamá se incluye con los otros países de América Central y prácticamente todos los atlas enumeran a Panamá como un estado que se encuentra totalmente dentro de América del Norte y/o América Central. La frontera entre América Central y del Sur se ha trazado también entre Costa Rica y Panamá, o por varias otras líneas a lo ancho del istmo de Panamá.[cita requerida]
A menudo, la mayoría de las islas del mar Caribe se consideran parte de América del Norte, pero Aruba, Bonaire, Curazao (islas ABC) y Trinidad y Tobago se encuentran en la plataforma continental de América del Sur. Por otro lado, la venezolana isla de Aves y las colombianas San Andrés y Providencia se encuentran en la plataforma norteamericana. Además, las islas venezolanas adyacentes de Nueva Esparta y las islas de las Dependencias Federales de Venezuela puede considerarse parte del Caribe en lugar de parte de América del Sur. La circunstancia de estas islas es similar a la de las islas ABC, ya que tanto las islas ABC como las islas venezolanas están en un rango equivalente desde la Venezuela continental. Por lo tanto, estas tierras venezolanas podrían por lo tanto ser colocadas en América del Norte.
Desde una perspectiva sociopolítica y cultural, América se dividen generalmente en América Anglosajona (los Estados Unidos, Canadá, y los países anglocaribeños) donde prevalece el idioma inglés y América Latina (México, Centroamérica, la mayor parte de América del Sur, Panamá, y algunos países caribeños tales como Cuba, Haití y República Dominicana, los dos últimos formando parte de la misma isla de Santo Domingo o La Española) donde generalmente predominan las lenguas romances o derivadas de estas. Además, Las Guayanas se agrupan a veces con la región Caribe junto con Belice y Bermudas. A veces también lo que algunos denominan geopolíticamente América del Norte se limita a Estados Unidos, Canadá, y a veces Bermudas.

## Límite entre América del Norte y Asia
El estrecho de Bering y el mar de Bering separan las masas terrestres de Asia y de América del Norte, y forman la frontera internacional entre Rusia y Estados Unidos. Esta frontera nacional y continental separa las islas Diómedes en el estrecho de Bering, quedando Diómedes Mayor en Rusia y Diómedes Menor en Estados Unidos. Estas dos islas están separadas por solo 4 kilómetros, siendo sus habitantes familiares entre ellos y vivieron ajenos a sus respectivas metrópolis, hasta que con el inicio de la guerra fría Stalin ordenó evacuar Diómedes Mayor. 
Las islas Aleutianas son una cadena de islas del estado estadounidense de Alaska que se extiende hacia el oeste desde la península de Alaska hacia las rusas islas del Comandante y la península de Kamchatka. La mayoría de ellas están asociadas con el continente americano, excepto el más occidental grupo de las islas Near, que está sobre la plataforma continental asiática más allá de la depresión de las Aleutinas Septentrionales y en raras ocasiones se podrían asociar con Asia, lo que permitiría que el estado de Alaska se considere un estado transcontinental.
La isla San Lorenzo, en el norte del mar de Bering, pertenece a Alaska y puede estar asociada con ambos continentes, pero casi siempre se considera parte de América del Norte, al igual que con las islas Rata en la cadena de las Aleutianas. En sus puntos más cercanos, Alaska y Rusia están separados por solo 4 kilómetros.

## Límite entre América y Oceanía
Oceanía, en su sentido amplio, abarca toda la región insular entre Asia y América. La definición más común excluye las Ryukyu, Kuriles y el archipiélago de Japón que pertenecen a Asia y las islas Aleutianas que pertenecen a América. Sin embargo otras islas del Pacífico se incluyen dentro de uno u otro continente según se consideren criterios culturales o políticos.
Las islas Galápagos y la isla Malpelo, en el océano Pacífico oriental, son posesiones de Ecuador y de Colombia respectivamente, y están relacionadas con Sudamérica. Las inhabitadas posesiones francesas de la isla Clipperton y Revillagigedo, a 600 y 536 millas de la costa mexicana, están asociados con Norteamérica. La isla del Coco pertenece a Costa Rica.
La isla de Pascua o Rapa Nui, un territorio de Chile, es una isla situada en el Pacífico Oriental cuyos antiguos habitantes provienen de la Polinesia, por lo que comúnmente es considerada el punto más oriental de Oceanía, aunque políticamente está asociada con América del Sur. 375Km al Este de Rapa Nui se encuentra otro territorio de Chile; la Isla Salas y Gómez o Motu Motiro Hiva, pese a que no hay ninguna evidencia de que la isla haya estado habitada, las tradiciones de la isla de Pascua señalan que era visitada para recoger plumas y huevos de aves y hoy en día sigue siendo visitada por pescadores Rapa Nui. Esta isla es el límite oriental de la Polinesia y, en consecuencia, también de Oceanía. Además, Chile tiene las islas Desventuradas y las islas Juan Fernández, también ubicadas en el Pacífico Oriental y al este de la isla de Pascua y de Motu Motiro Hiva, pero consideradas islas sudamericanas. 
Los Estados Unidos de América controlan numerosos territorios en Oceanía, incluido el estado de Hawái y los territorios de Guam, las islas Marianas del Norte y Samoa Americana. Las islas hawaianas están a alguna distancia de la mayor parte de las islas de Oceanía, pero están culturalmente mucho más cerca del resto de Oceanía que de América. Los pocos territorios de Estados Unidos en el Pacífico Norte (denominados en forma agrupada como islas ultramarinas) están deshabitados, excepto por el personal itinerante de servicio. Son agrupados muchas veces junto a la parte continental de Estados Unidos, dentro del continente americano. De esta forma el límite político entre Oceanía y América incluye a Hawái y a la isla de Pascua en América, mientras que el límite cultural las incluye como parte de Oceanía.

## Límite entre Asia y Oceanía

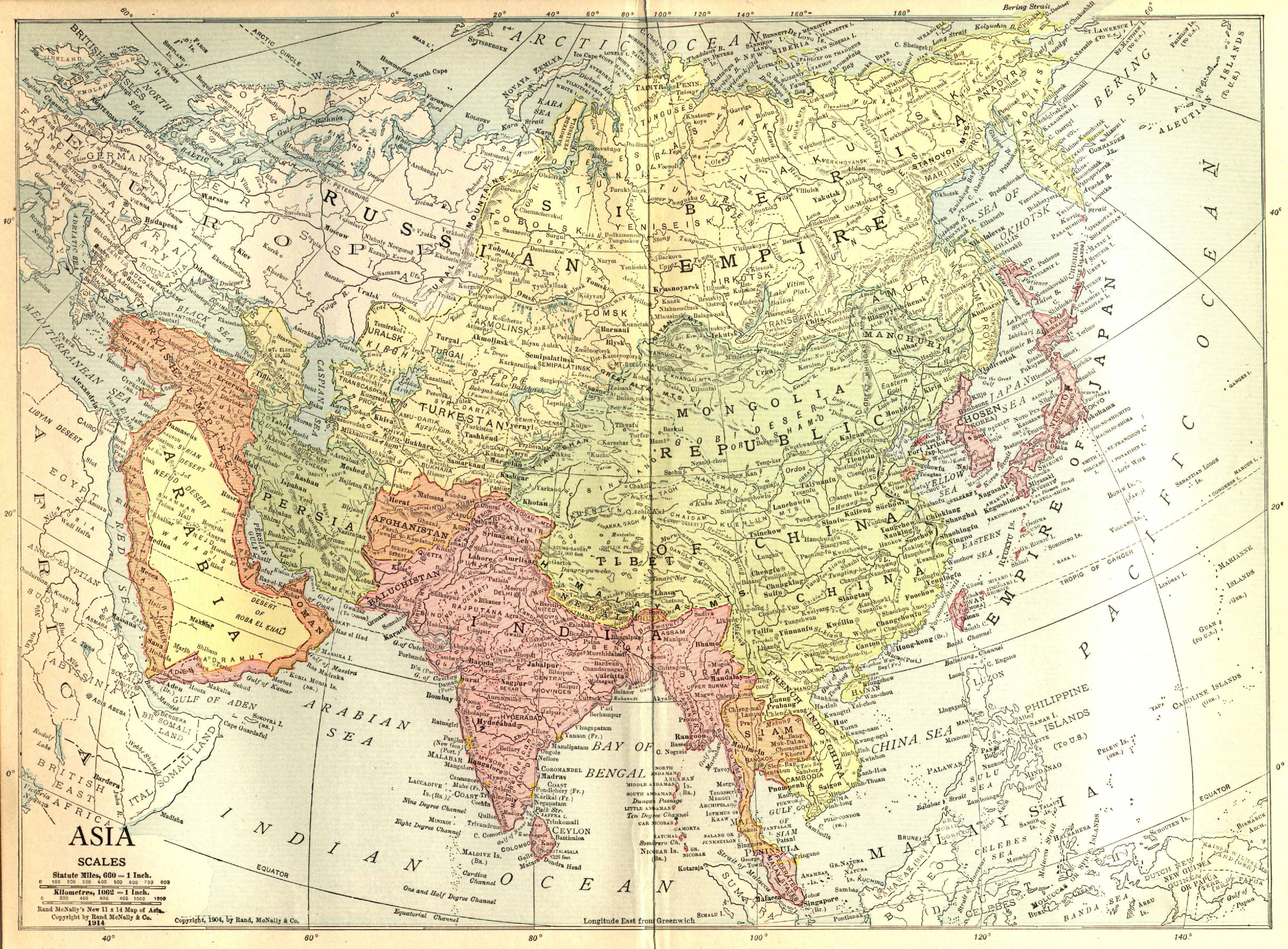
En este mapa de 1914 se constata que el límite entre Oceanía y Asia aceptado en aquel tiempo era el establecido por Jules Dumont d'Urville.

Aunque existe controversia para definir el límite entre Asia y Oceanía, existen distintos criterios que han hecho que se establezcan límites de índole geográfico, biológico, lingüístico, cultural y político. Una corriente que se basa en criterios geográficos, étnicos y lingüísticos incluye a Insulindia (que políticamente incluye a Indonesia, Filipinas, Brunéi, Timor oriental, Sabah y Sarawak) como parte de Oceanía, lo que se ha visto reflejado en algunos atlas y en el popular juego de tablero Risk. La historia de esta frontera se remonta a cuando se delimitó por primera vez Oceanía reconociéndolo como continente por el geógrafo Jules Dumont d'Urville en 1831 en un artículo para la revista científica de la Sociedad de Geografía de París estableciendo el límite entre Asia y Oceanía a través de los estrechos de Malaca y Luzón incluyendo en Oceanía la totalidad del archipiélago Malayo. El campo de la lingüística comprueba este límite dado que las lenguas habladas en Melanesia, Polinesia, Micronesia e Insulindia están tan estrechamente emparentadas que conforman la subfamilia lingüística Malayo-polinesia. Investigaciones genéticas también corroboran este límite al demostrar el estrecho lazo étnico entre estas zonas de Oceanía. Esta frontera era universalmente aceptada hasta la Segunda Guerra Mundial.
Los biólogos y un sector de los geógrafos, en especial los biogeógrafos consideran que el límite entre Asia y Oceanía es la línea de Wallace, que define el límite biogeográfico entre Asia y Oceanía, incluyendo de esta forma en Oceanía a las islas de Célebes, Sumba, Flores, Timor, Filipinas, Nueva Guinea, las islas Molucas y de la Sonda. Esta línea ha sido definida a partir de evidencia biogeográfica. La fauna, y en menor medida la flora, son distintas a cada lado, pese a la proximidad geográfica y la relativa similitud climática, reflejando historias evolutivas separadas. La línea pasa entre las islas de Bali y Lombok, al este de Java; continúa entre Borneo, que deja al oeste, y Célebes (a través del estrecho de Macasar). Al noroeste de la línea la fauna es la característica del Sudeste Asiático; al sudeste es la australásica, que se extiende sobre Nueva Guinea, Australia y muchos archipiélagos del Pacífico sudoccidental. Es importante agregar que en el caso de Filipinas, si bien la mayoría del país se encuentra en Oceanía por estar al este de la Línea de Wallace, la excepción es la isla de Palawan y las islas menores que la rodean, que serían parte de Asia. Esto haría de Filipinas un país transcontinental.

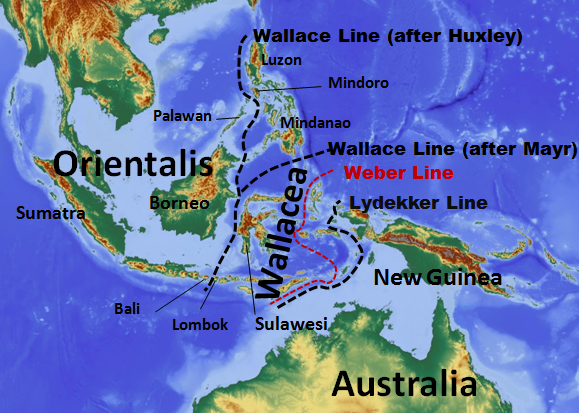
Las líneas de Weber, Lydekker y Wallace, tres posibles fronteras para Asia y Oceanía.

Hasta hace poco para los geólogos la frontera entre Oceanía y Asia era el límite entre la placa de la Sonda y la Australiana que coincidía con la línea de Lydekker. De esta forma el territorio del este de Indonesia situado dentro de la placa Australiana y constituido por el sur de Nueva Guinea Occidental y otras más pequeñas, geológicamente son parte de Oceanía. Sin embargo el descubrimiento reciente de nuevas placas entre la placa Australiana y la de Sonda tales como la placa de Timor, la placa Cabeza de Pájaro, la placa de las Molucas y la placa de Banda, ha derrumbado este argumento.
La frontera política entre Asia y Oceanía está constituida, según muchos expertos, por el límite terrestre entre Indonesia y Papúa Nueva Guinea y continua en el mar a través del deslinde marino entre Australia, Indonesia y Timor Oriental. En contra partida otro sector de los expertos considera que la frontera política entre Asia y Oceanía está constituida por el límite terrestre entre Malasia y Tailandia.
La línea de Dumont indica el límite lingüístico y étnico, y la línea de Weber el límite cultural. La frontera cultural de Oceanía es similar a la primera opción de frontera política solo que además incluye la totalidad de la isla de Nueva Guinea, las islas Halmahera, Raja Ampat, Obi, Seram, Buru, Aru y otras más pequeñas, debido a que este sector de Indonesia no comparte la cultura malaya sino que son de cultura melanesia. Así la frontera cultural coincide con la línea de Melanesia antropológica o la línea de Weber. La frontera cultural entre Asia y Oceanía es la más usada en la actualidad.
Esta variedad de límites concuerdan con incluir en Oceanía gran parte del territorio ubicado dentro de la placa tectónica australiana que, además de Australia, incluye la isla de Tasmania. Los archipiélagos ubicados en Micronesia, Melanesia y Polinesia siempre se incluyen en Oceanía.
Timor Oriental, un estado independiente que anteriormente era parte de Indonesia, se considera habitualmente como parte de Oceanía. En las fuentes portuguesas (Lello Universal y Enciclopédia Luso-Brasileña) se describe a Timor Oriental en Oceanía. La organización social de la población tribal es muy similar a las sociedades de Oceanía. Las lenguas habladas en el territorio son principalmente austronesias, el mismo grupo que comprende las lenguas de Nueva Guinea, que se suele considerar como parte de Melanesia. Sin embargo las Naciones Unidas lo clasifican como parte del bloque "Asia Sur-Este". Se espera que se una a la Asociación de Naciones del Sureste Asiático (ASEAN), habiendo estado involucrado como miembro del Foro Regional de la ASEAN desde su independencia, y ha participado en los Juegos del Sureste Asiático desde 2003. 
Japón posee las islas Bonin, también conocidas como islas Ogasawara, que es un territorio que consiste en un archipiélago de atolones insulares ubicados en el océano Pacífico relativamente cerca de las Islas Marianas. Estas islas están ubicadas a cierta distancia al sureste de las principales islas japonesas. Debido a la ubicación de este territorio y la naturaleza tropical de las islas, a veces también se las considera parte de Oceanía.
Tanto en la isla de Guam como en el resto de las islas marianas existe un cierto sentido de pertenencia a Asia, más que a Oceanía. Esto a llevado a que la totalidad del archipiélago, tanto Guam como las Islas Marianas del Norte hayan decidido en 2009 abandonar la Confederación de Fútbol de Oceanía y pasar a integrar la Confederación Asiática de Fútbol esto puede basarse en la cercanía de las islas Marianas a las islas Ogasawara. A pesar de esto último, la mayoría del mundo considera al archipiélago de las Islas Marianas como parte de Oceanía.
Japón incluye posesiones de islas en el Pacífico que están más cercanas al continente oceánico que al asiático, se trata de las islas Minami Torishima y Parece Vela que se encuentran más próximas a las Islas Marianas que al archipiélago japonés de las islas Ogasawara. Muchos consideran estas dos islas pertenecen a Oceanía y serían los últimos remanentes de las anteriormente abundantes posesiones japonesas en Oceanía.

## Límites de la Antártida
La Antártida y sus islas circundantes no tienen población autóctona. Todos los territorios al sur de los 60 °S de latitud son considerados por la mayoría de los países como terra nullius y el Tratado Antártico dejó todas las disputas de reivindicaciones territoriales en suspenso sin definirse sobre las que si hicieron valer previamente ni permitir otras nuevas. Si bien las islas Georgias del Sur y Sandwich del Sur están más cerca de la Antártida, forman parte del arco Scotia, la continuación submarina de la cordillera de los Andes sudamericana. Sin embargo, están asociadas políticamente con las islas Malvinas, islas que están más cerca de América del Sur y sobre su plataforma continental. Además, Argentina, un país sudamericano, mantiene sus reclamos sobre las islas. El límite de la plataforma continental separa los dos grupos de islas.
Las siguientes islas y territorios subantárticos si bien están situados al norte del paralelo 60°, frecuentemente suelen ser asociados a la Antártida:
- Australia: islas Heard y McDonald e isla Macquarie
- Francia: islas Crozet, isla Ámsterdam, isla de San Pablo e islas Kerguelen
- Nueva Zelanda: islas Antípodas, islas Auckland e islas Campbell (todas en disputa por su asociación a Oceanía o la Antártida)
- Noruega: isla Bouvet
- Sudáfrica: islas del Príncipe Eduardo (en disputa por su asociación a África o la Antártida)
- En litigio entre la Argentina y el Reino Unido: islas Georgias del Sur y Sandwich del Sur

Las islas Príncipe Eduardo se encuentran entre África y la Antártida, y son el territorio de Sudáfrica, un país africano. La australiana isla Macquarie y los de Nueva Zelanda islas Antípodas, islas Auckland, y la isla Campbell, están ubicados entre los Oceanía países de Australia y Nueva Zelanda y la Antártida.
Las islas Heard y McDonald de Australia y las islas francesas de Kerguelén se encuentran en la meseta de Kerguelén , en la placa continental antártica. Las islas francesas Crozet, Île Amsterdam, Île Saint-Paul y la isla noruega Bouvet también se encuentran en la placa continental antártica, y no suelen estar asociadas con otros continentes.